# Stará Voda (kraj karlowarski)
Stará Voda – wieś i gmina w Czechach, w powiecie Cheb, w kraju karlowarski. Według danych z dnia 1 stycznia 2012 liczyła 489 mieszkańców.